# Oenothera nocturna
Oenothera nocturna är en dunörtsväxtart som beskrevs av Nikolaus Joseph von Jacquin. Oenothera nocturna ingår i släktet nattljussläktet, och familjen dunörtsväxter. Inga underarter finns listade i Catalogue of Life.